# Manfred Schöndorfer
Manfred Schöndorfer (ur. 20 października 1948 w Bad Reichenhall) – zachodnioniemiecki zapaśnik walczący w stylu klasycznym. Dwukrotny olimpijczyk. Czwarty w Monachium 1972 i szósty w Montrealu 1976. Startował w kategorii 68 kg.
Czwarty zawodnik mistrzostw świata w 1973, szósty w 1970 i dziesiąty w 1971. Brązowy medalista mistrzostw Europy w 1970 roku.
Zdobył siedem tytułów mistrza Niemiec w latach: 1970-1976.
- Turniej w Monachium 1972

Pokonał Tage Weiruma z Danii i Djana z Afganistanu, a przegrał z Jugosłowianinem Sretenem Damjanoviciem i Węgrem Antalem Steerem.
- Turniej w Montrealu 1976

Wygrał z Turkiem Erolem Mutlu, Włochem Gianem-Matteo Ranzim i Finem Markku Yli-Isotalo, a przegrał z zawodnikiem NRD Heinzem Wehlingiem i Szwedem Larsem-Erikiem Skiöldem.